# Karl Michael Ziehrer
Karl Michael Ziehrer (ur. 2 maja 1843 w Wiedniu, zm. 14 listopada 1922 tamże) – austriacki kompozytor i dyrygent. Jeden z największych rywali tzw. Dynastii Straussów, w szczególności Johanna Straussa II oraz Eduarda Straussa.

## Biografia
Karl Michael Ziehrer urodził się w Wiedniu w bogatej rodzinie – jego ojciec był uznanym producentem wysokiej jakości nakryć głowy. Karl był cudownym dzieckiem fortepianu. Teorii muzyki uczyli go m.in. Simon Sechter i Johann Hasel. Wkrótce został odkryty przez sławnego wydawcę muzycznego Karla Haslingera, który szukał zdolnego kompozytora, po tym jak jego współpraca z Johannem Straussem II zakończyła się po sporze o kwestie finansowe. Ziehrer wkrótce został wysłany przez Haslingera do Konserwatorium Wiedeńskiego, aby studiować teorię muzyki. Jego pierwsze wystąpienie jako dyrygenta w 1863 roku w wiedeńskiej Dianasaal odbyło się z wielką pompą, co było oczywistą próbą Haslingera przyćmienia Johanna Straussa II. Było to początkiem wieloletniej rywalizacji obu kompozytorów. Ziehrer podczas swojej długiej kariery kompozytorskiej trzykrotnie zostawał kapelmistrzem orkiestr wojskowych, co było spowodowane dwukrotnie problemami finansowymi związanymi z kosztowną rywalizacją. Mimo to, ten okres w jego życiu obfitował w wiele świetnych kompozycji jego autorstwa. Tak jak Johann Strauss, zaczął komponować operetki w późniejszej części swojej kariery. Szczególnie dużym sukcesem okazała się jego operetka Die Landstreicher (Włóczędzy) z 1899 roku. Podróżował często po Europie, w szczególności po Niemczech, Węgrzech i Rumunii, ale odwiedził także inne kraje. Podróże te bez wyjątku okazywały się wielkimi sukcesami kompozytora i przez cały czas ich nieodłączną częścią była rywalizacja z Eduardem Straussem w salach koncertowych i balowych. Ziehrer został kapelmistrzem znanej orkiestry w Hoch und Deutschmeister Regiment, z którą reprezentował Austrię na Chicago World Fair w 1893 roku, po czym odbył trasę koncertową w Ameryce Północnej. Był ostatnią osobą po Eduardzie Straussie, która piastowała prestiżowe stanowisko k.k. Hofballmusikdirektora (Cesarsko-Królewskiego Dyrektora Muzycznego Balów w Hofburgu).
Zmarł po długiej chorobie w roku 1922 w Wiedniu.

## Wybrane dzieła
Karl Michael Zierher podczas swojej długiej kariery kompozytorskiej skomponował prawie 600 utworów. Oprócz walców napisał ponad 70 marszów i 24 operetki. Do jego najbardziej znanych kompozycji można zaliczyć m.in. operetki Die Landstreicher (Włóczędzy), Die drei Wünsche (Trzy życzenia) oraz Der Fremdenführer (Przewodnik), walce m.in. Herrreinspaziert! (Proszę wejść!), In lauschiger Nacht (W przytulną noc), Weaner Mad'ln (Wiedeńskie kobietki), Wiener Bürger (Wiedeńczycy) czy Samt und Seide (Jedwab i aksamit) oraz marsze Schönfeld Marsch, Couragiert Marsch (Odważny) czy Unanfechtbar! (Bezsporny).

## Odznaczenia
- Komandor Orderu Leopolda II (Belgia)[4]
- Komandor Orderu Zasługi Cywilnej (Bułgaria)[4]
- Komandor Orderu Daniły I (Czarnogóra)[4]
- Krzyż Honorowy Orderu Zasługi św. Michała (Bawaria)[4]
- Oficer Orderu Korony Rumunii (Rumunia)[4]
- Order Królewski Korony IV Klasy (Prusy)[4]
- Order Lwa i Słońca V Klasy (Persja)[4]
- Order Ernesta Augusta II Klasy (Hanower)[4]
- Złoty Medal Zasługi (Dania)[4]
- Krzyż Zasługi Orderu Zasługi św. Michała (Bawaria)[4]
- Krzyż Alberta Orderu Alberta (Saksonia)[4]
- Złoty Medal Zasługi Kulturalnej (Rumunia)[4]
- Złoty Medal Odznaki Honorowej za Sztukę i Wiedzę (Saksonia Kobursko-Gotajska)[4]